# Eduardo Maicas
Eduardo Maicas (Buenos Aires, 9 de noviembre de 1950-2 de agosto de 2018) fue un historietista, humorista gráfico y guionista argentino. Trabajó para medios gráficos, en la radio y escribió guiones para el medio televisivo, tanto en humor para adultos como para niños.

## Trayectoria
Estudió dibujo en la Escuela Panamericana de Arte. Su primera viñeta apareció en Oeste Semanal, una publicación diaria de San Justo; más adelante aparecieron sus primeras tiras cómicas en la revista Patoruzú. Sin embargo con el paso del tiempo se dio cuenta de que se expresaba mejor mediante la escritura, por eso se dedicó a escribir guiones humorísticos. También trabajó en publicidad durante doce años. 
En el medio gráfico publicó en las revistas argentinas Hum® y Sex Hum® -donde fue además coordinador del equipo creativo- Satiricón, Libre, Somos, Feriado Nacional, El Gráfico, Tía Vicenta, Fierro, Pitos y Flautas, El Ratón de Occidente, Media Suela, Comic.ar, Humi, Genios, Laberintos y Billiken; en la revista española El Jueves; y en los diarios La Razón, El Cronista Comercial, La Prensa, el suplemento NO de Página/12 y La Voz. En 2013 se lanzó la revista La clínica del doctor Cureta, en la que participa junto a muchos otros humoristas gráficos. Durante veinte años escribió el guion de Clara de Noche junto a Carlos Trillo, y más tarde solo, luego del fallecimiento de este último; esta tira era publicada en Página/12 y también en España, donde continuó saliendo cuando ya no se publicaba más en Argentina, y fue traducida a varios idiomas: inglés, francés, alemán, holandés y griego.
En 1990 empezó a trabajar en la radio. Durante once años participó como humorista en Radio Rivadavia, en el programa Contacto Directo de Santo Biasatti, emulando el estilo del poeta Héctor Gagliardi. En Radio Belgrano escribió guiones para el programa En ayunas de Jorge Guinzburg y Carlos Abrevaya.
En televisión escribió guiones para los programas de Canal 13: Sin Red - El show de los enanos malditos, Tres tristes tigres del Trece, Peor es nada y Yo, Matías. En 2005 ilustró para la AFA El Espíritu del Fútbol.
Fue docente en talleres de historietas y dibujo humorístico, brindó charlas y conferencias relacionadas con el tema y fue miembro de la conducción de la Unión de Trabajadores de Prensa de Buenos Aires (UTPBA) e integrante de la Comisión de Colaboradores.
Falleció el 2 de agosto de 2018 por la mañana, en su departamento del barrio de Caballito, a raíz de un paro cardíaco. Tenía 67 años. Hasta el día anterior mantuvo su rutina habitual de lápices negros, cuadernos, figuras de superhéroes, fotos de colegas y amigos.

## Historietas
Guion
- 1992 - Clara... de noche. Página/12 y El Jueves (España). Dibujos: Jordi Bernet.
- 2008 - Barrio gris. Revista Fierro. Dibujos de Pipi Sposito. Humor negro.
- La calavera de Hamlet. Revista Fierro.
- La barra de Humi. Revista Humi. Dibujos de Raúl Fortín.
- 2006 - Torni Yo. Revista Genios. Con Carlos Trillo. Dibujos de Gustavo Sala.
- Ele. Revista Genios. Dibujos de Lucas Varela.
- La banda de Genios. Revista Genios. Dibujos de Pablo Túnica.
- Mariano invisible. Revista Genios. Dibujos de Horacio Domingues.
- El monstruo estudioso. Cuento. Ilustraciones de Matías Trillo.
- Yironside. Revista Sex Hum®. Parodia del personaje protagonista de la serie de TV estadounidense Ironside (1967-1975)
- Bolas de acero.
- El Rope y el gusanito. Revista Humi.
- El Rope y el Gusa Nito. Revista Billiken
- Guido y familia. Diario La Prensa.
- El conejo de Alicia

## Libros
- 2015 - Barrio Gris. Guion: Eduardo Maicas. Dibujos: Pipi Spósito.
- 2010 - Torni Yo. Guion: Carlos Trillo y Eduardo Maicas. Dibujos: Gustavo Sala. ISBN 9789872585211
- 2009 - Maicas le pega con la de palo. Humor futbolístico.
- Manual de sexo argentino.
- 1995 - No está muerto quien dibuja. Humor negro.
- 1988 - Siete años de Maica... nas. ISBN 9789506148249
- 1984 - Maicas programado.

Ilustraciones
- Reflexiones machistas, de Héctor García Blanco ; ilustrado por Tabaré, Alfredo Grondona White y Maicas. ISBN 9789509265127
- El abrazo del ocio, de Juan José Panno y Carolina Fernández.
- Locución: el entrenador personal, de Alejandro Guevara.

## Premios
- 1992 - Premio otorgado por la Alianza Francesa de Argentina. Concurso con motivo de los 500 años del descubrimiento de América. Humor gráfico.
- Estuvo postulado dos veces para el premio Martín Fierro por su labor radial en el rubro «Labor cómica y humorística»: en 1995[9] y en 1996.[10]
- 2001 - Primer premio en el certamen Turismovision, en Stuttgart, Alemania. Humor gráfico.
- 2014 - Premio a la trayectoria, otorgado por Banda Dibujada (movimiento cultural para la difusión de la historieta infantil y juvenil.[11]
- 2016 — Distinguido como personalidad destacada de la Cultura por parte de la Legislatura Porteña